# Duczymin (gmina)
Duczymin (pocz. Bugzy Płoskie) – dawna gmina wiejska istniejąca do 1954 roku w woj. warszawskim. Siedzibą władz gminy był Duczymin.
Gmina powstała podczas I wojny światowej w związku z przemianowaniem gminy Bugzy Płoskie na Duczymin.
W okresie międzywojennym gmina Duczymin należała do powiatu przasnyskiego w woj. warszawskim. Po wojnie gmina zachowała przynależność administracyjną. Według stanu z 1 lipca 1952 roku gmina składała się z 10 gromad: Bugzy Płoskie, Duczymin, Dzierzęga, Grabowo-Skorupki, Jedlinka, Nowa Wieś, Stara Wieś, Wasiły-Zygny, Zdziwuj Nowy i Zdziwuj Stary.
Gminę zniesiono 29 września 1954 roku wraz z reformą wprowadzającą gromady w miejsce gmin. Jednostki nie przywrócono 1 stycznia 1973 roku po reaktywowaniu gmin, a jej obszar wszedł głównie w skład nowej gminy Chorzele (oraz fragmentarycznie w skład gminy Krzynowłoga Mała).